# O ziołach i o mocy ich
O ziołach i o mocy ich – polski zielnik o charakterze encyklopedycznym, opracowany przez Stefana Falimirza, wydany w Krakowie w drukarni Floriana Unglera w 1534 roku, pierwsze drukowane polskie dzieło o charakterze medycznym.

## Historia
Dzieło skompilował dworzanin Stefan Falimirz, służył u Tęczyńskich w Kraśniku. Pierwsza część to kompilacja popularnych dzieł typu Hortus Sanitatis (Ogród zdrowia), które były popularne od końca XV wieku we Francji, Niemczech i Włoszech. Pochodzenie treści pozostałych części nie zostało w pełni zbadane, jednak zdaniem Wiesława Wydry one również są kompilacją materiałów z różnych źródeł.
Był to na ówczesne czasy popularny zielnik. Pierwsze wydanie ukazało się w oficynie Floriana Unglera w Krakowie w 1534 roku. Drugie wydanie opublikowała wdowa po Florianie Unglerze w 1542 roku, wydanie trzecie opublikował Marek Szarffenberg, a wydanie czwarte w formacie folio opublikowali jego spadkobiercy w Krakowie w 1556 roku. Wydanie piąte ukazało się w drukarni Mikołaja Szarffenberga również w formacie folio w 1568 roku nakładem Marcina Siennika.
Pomimo wielu wznowień w 2. połowie XIX wieku uważano, że nie zachował się żaden egzemplarz z kartą tytułową. Publikację odnotował jednak Karol Estreicher w swojej Bibliografii Polskiej. Jeden z egzemplarzy posiada Biblioteka Narodowa w Warszawie (sygn. SD XVI. Qu 1933).

## Charakterystyka

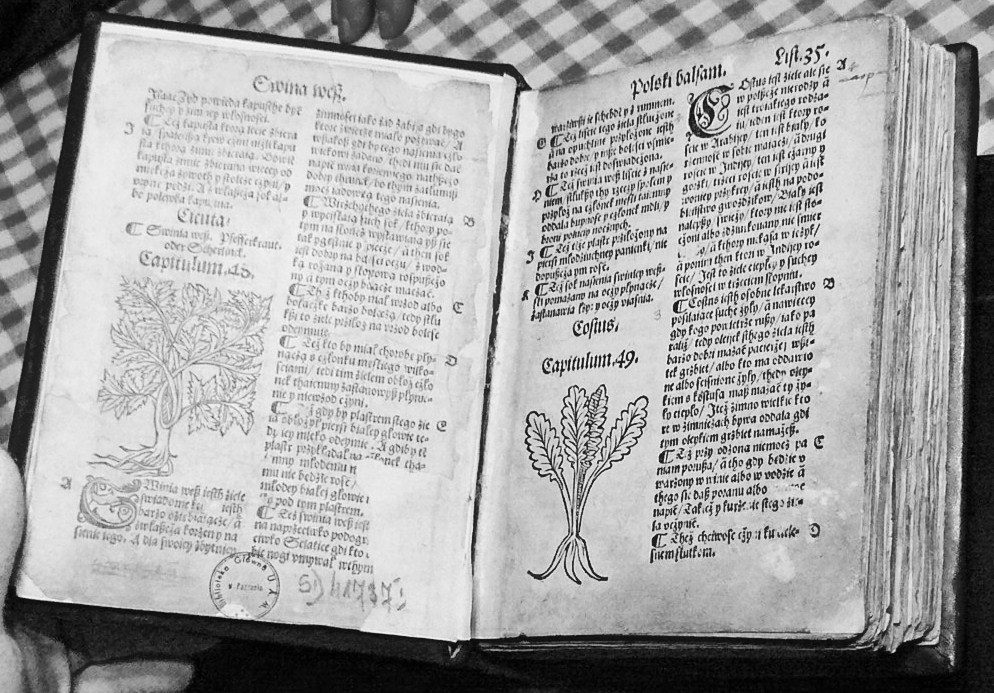
Egzemplarz z kolekcji biblioteki UAM w Poznaniu

Pełny tytuł dzieła to: O ziołach i o mocy ich, o paleniu wódek z ziół, o olejków przyprawianiu, o rzeczach zamorskich, o zwierzętach, ptakach i rybach, o kamieniu drogim, o urynie, pulsie i o innych znamionach, o rodzeniu dziatek, o nauce gwiazdecznej, o stawianiu baniek i puszczaniu krwi, o rządzeniu czasu powietrza morowego, o lekarstwach doświadczonych na wiele niemocy, o nauce barwierskiej (dzieło w zasadzie nie ma tytułu, na stronie tytułowej znajduje się jednak spis ksiąg). Dzieło jest dedykowane Janowi Grabi z Tęczyna.
Książka została wydana w formacie quarto, złożono ją pismem gotyckim, ma dużą jak na swoje czasy objętość – 109 arkuszy. Zawiera ponad 550 rycin. Składa się z pięciu części, karty i składki każdej z nich są osobno liczbowane (część I – 26 kart liczbowanych i 156 kart nieliczbowanych, część II – 23 karty, część III – 42 karty, część IV – 59 kart, część V – 159 kart). Pierwsza część dotyczy botaniki, opisano w niej ponad 300 roślin.
Dzieło jest niejednolite gatunkowo, ma cechy zielnika (herbarza), poradnika zdrowotnego z elementami wykładu teoretycznego oraz traktatu medycznego, ma też charakter encyklopedii, oddaje staropolskie postrzeganie przyrody. Opisano w nim własności roślin występujących w Polsce i poza nią, a także własności innych substancji, np. mięsa ryb czy przypraw (po raz pierwszy w polskiej literaturze pojawia się np. bursztyn). Julian Bartoszewicz uznał je za pierwsze polskie dzieło lekarskie. Współcześnie także jest uznawane za pierwszy drukowany polski tekst medyczny, pomimo że jego autorem nie był lekarz. Zawiera ono bowiem 9252 jednostki znaczeniowe z zakresu słownictwa lekarskiego.